# Walter Gotell
Walter Jack Gotell, född 15 mars 1924 i Bonn i Tyskland, död 28 juni 1997 i London i Storbritannien, var en tysk-brittisk skådespelare. 
Walter Gotell är mest känd för sin roll som General Anatol Gogol i James Bond-filmerna åren 1977–1987. I Sverige har han medverkat i fyra filmproduktioner, bland annat i TV-serien Skulden som sändes 1982.

## Filmografi (i urval)
- 1951 – Afrikas drottning
- 1963 – Agent 007 ser rött
- 1977 – Uppdraget
- 1977 – Älskade spion
- 1978 – Pojkarna från Brasilien
- 1979 – Moonraker
- 1980 – Flygnivå 450
- 1981 – Ur dödlig synvinkel
- 1982 – Skulden (TV-serie)
- 1983 – Kalabaliken i Bender
- 1983 – Octopussy
- 1986 – Skuggan av Henry (TV-serie)
- 1985 – Levande måltavla
- 1987 – Iskallt uppdrag